# Konstanty Wiśniewski

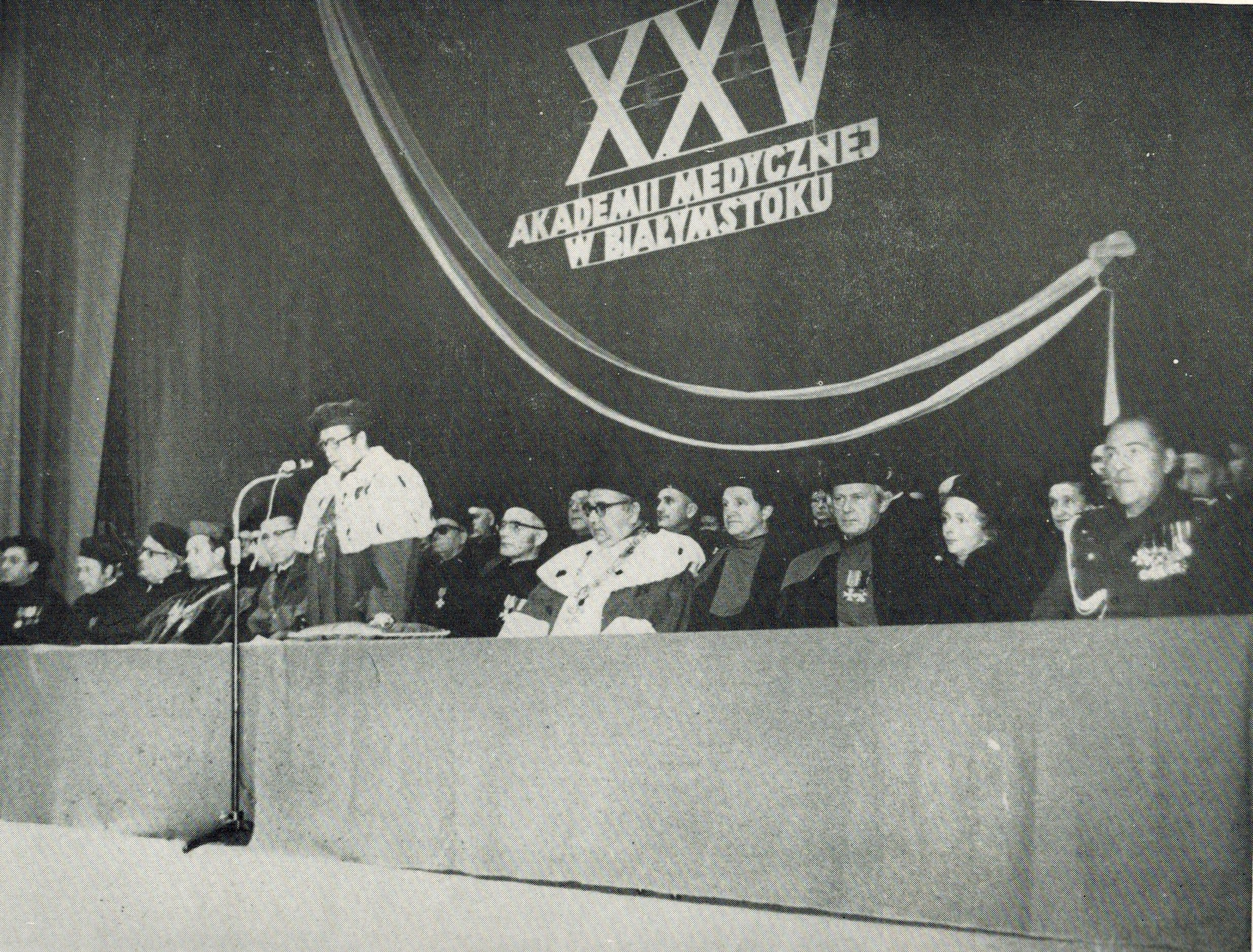
Konstanty Wiśniewski przemawia podczas uroczystości 25-lecia AMB

Konstanty Wiśniewski (ur. 4 lutego 1935 w Osnówce, zm. 18 listopada 2003 w Białymstoku) – polski lekarz, profesor nauk medycznych, dziekan i rektor Akademii Medycznej w Białymstoku. Specjalizował się w farmakologii.

## Życiorys
Ukończył studia lekarskie w 1956 roku na Akademii Medycznej w Białymstoku. Podjął tam pracę naukowo-dydaktyczną kolejno na stanowiskach asystenta, starszego asystenta, adiunkta, docenta (1968–1969), kierownika Zakładu Farmakologii (1969–2003), dziekana Wydziału Lekarskiego (1972–1974) i rektora (1974–1981). Jako pierwszy wychowanek AMB otrzymał w 1974 roku tytuł profesora nauk medycznych.
Był również działaczem partyjnym. Od 1963 roku należał do PZPR. W latach 1972–1981 był członkiem plenum Komitetu Wojewódzkiego PZPR w Białymstoku, członkiem Komisji Nauki przy Komitecie Wojewódzkim PZPR (1976–1981) i zastępcą członka KC PZPR w latach 1980–1981.

## Kariera naukowa
Chronologicznie
- 1956 – magister
- 1963 – doktor
- 1968 – doktor habilitowany
- 1974 – profesor nadzwyczajny
- 1979 – profesor zwyczajny

## Odznaczenia
- Krzyż Oficerski Orderu Odrodzenia Polski – 2000[6]
- Krzyż Kawalerski Orderu Odrodzenia Polski[2]
- Srebrny Krzyż Zasługi[2]
- Srebrny i Brązowy Medal „Za zasługi dla obronności kraju”[2]
- Odznaka „Za wzorową pracę w służbie zdrowia”[3]
- Złota Odznaka honorowa „Zasłużony Białostocczyźnie”[3]
- nagrody resortowe (1969, 1975, 1977)[3]

## Wybrane publikacje naukowe
- Badania nad "nieswoistym działaniem transportowym" insuliny. Warszawa: Wydawnictwo Lekarskie PZWL, 1968
- Farmakologia chorób alergicznych. Warszawa: Wydawnictwo Lekarskie PZWL, 1989. ISBN 83-200-1412-3
- Farmakoterapia chorób alergicznych. Warszawa: Wydawnictwo Lekarskie PZWL, 1993. ISBN 83-200-1753-X (2 wyd. 1998, ISBN 83-200-2234-7)